# Sven Ruhe
Sven Algot Ruhe,  född den 25 december 1906 i Stockholm, död den 19 maj 1977 i Jönköping, var en svensk jurist. Han var son till Algot Ruhe samt far till Axel och Henrik Ruhe.
Ruhe avlade studentexamen vid Norra realläroverket i Stockholm 1925 och juris kandidatexamen vid Stockholms högskola 1932. Han genomförde tingstjänstgöring i Aspelands och Handbörds domsaga 1932–1935, blev extra fiskal i Göta hovrätt 1936, tingssekreterare i Östbo och Västbo domsaga 1938–1941, adjungerad ledamot i Göta hovrätt 1942, assessor där 1944, tingsdomare i Vadsbo domsaga 1948, tillförordnad revisionssekreterare 1949 och hovrättsråd i Göta hovrätt 1951. Ruhe var häradshövding i Tveta, Vista och Mo domsaga 1961–1970 och lagman i Jönköpings tingsrätt 1971–1972. Han blev riddare av Nordstjärneorden 1954 och kommendör av samma orden 1966.